# حزقيال مانويل سان مارتين هرنانديز
حزقيال مانويل سان مارتين هرنانديز (بالإسبانية: Juan Manuel San Martín Hernández)‏ هو سياسي مكسيكي، ولد في 16 ديسمبر 1961 في ولاية مكسيكو في المكسيك. حزبياً، نشط في حزب الثورة الديمقراطية. وقد انتخب عضو مجلس النواب المكسيك.